# Tony DeMarco
Tony DeMarco (ur. jako Leonardo Liotta 14 stycznia 1932 w Bostonie, zm. 11 października 2021 tamże) – amerykański pięściarz, były zawodowy mistrz świata w wadze półśredniej.

## Życiorys
Urodził się w 14 stycznia 1932 w Bostonie jako Leonardo Liotta w rodzinie imigrantów z Sycylii.
Rozpoczął zawodową karierę bokserską w 1948. W 1953 wygrał z Paddym DeMarco, który wkrótce później został mistrzem świata wagi lekkiej. W 1955 zremisował z aktualnym mistrzem świata tej kategorii Jimmym Carterem.
1 kwietnia 1955 w Bostonie DeMarco został zawodowym mistrzem świata wagi półśredniej po wygranej z obrońcą tytułu Johnnym Saxtonem przez techniczny nokaut w 14. rundzie. W następnej walce 10 czerwca tego roku w Syracuse stracił tytuł na rzecz Carmena Basilio, który wygrał przez techniczny nokaut w 12. rundzie. W walce rewanżowej w Bostonie 30 listopada tego roku Basilio ponownie zwyciężył przez techniczny nokaut w 12. rundzie.
Później DeMarco wygrał z tak znanymi bokserami, jak Wallace „Bud” Smith i Kid Gavilan, a pokonali go m.in. Virgil Akins (dwukrotnie) i Denny Moyer. Zakończył karierę w 1962.
Zmarł 11 października 2021 w szpitalu w Bostonie.